# Elaphidion cayamae
Elaphidion cayamae là một loài bọ cánh cứng trong họ Cerambycidae.